# Панков, Павел Петрович
Па́вел Петро́вич Панко́в (19 июля 1922, Усть-Ижора — 20 июля 1978, Ленинград) — советский актёр театра и кино, Заслуженный артист РСФСР (1965).

## Биография
Родился 19 июля 1922 года в Усть-Ижоре Петроградского уезда в семье инженера Петра Ильича Панкова и Зинаиды Андреевны Чижовой. В семье было четверо детей: два брата и две сестры, все они связали свою жизнь с театром. Старший брат — Василий — первым вышел на сцену БДТ, затем театра Балтфлота, погиб в августе 1941 года в Балтийском море. Сестра Татьяна играла в Малом театре, снималась в кино. Сестра Нина играла в БДТ, преподавала в ГИТИСе.
Актёрскую карьеру начал в 1939 году во вспомогательном составе театра-студии Ленсовета под руководством С. Э. Радлова. В 1941—1945 годах — в ансамбле МВО.
С 1947 года, по окончании студии при Большом драматическом театре имени М. Горького, стал актёром БДТ, однако вскоре покинул театр, переживавший не лучшие времена.
В 1951—1952 годах выступал на сцене МДТ имени М. Н. Ермоловой в Москве, с 1952 года был актёром Театра имени Ленсовета; в 1956—1964 годах — Театра Комедии в Ленинграде.
Павел Панков — создатель двух несомненных сценических шедевров: образа генерала Варравина в 1955 году в спектакле Н. П. Акимова «Дело» по пьесе А. В. Сухово-Кобылина на сцене Ленинградского Нового театра (позже переименованного в театр имени Ленсовета) и певчего Тетерева в спектакле Г. А. Товстоногова «Мещане» (1966).
В 1965 году Панков был приглашён в Большой драматический театр; роль Тетерева в легендарных товстоноговских «Мещанах» стала для него и дебютом, и триумфом.
Фантасмагория и тонкое остроумие, сгущенность сценических красок в роли Варравина, эмоциональная насыщенность и лиризм, незаурядность человеческой индивидуальности в роли Тетерева определяют два полюса творческой индивидуальности Панкова.
В кино первой заметной ролью стал Сосед в комедии «Волшебная сила», где его партнёром выступил Аркадий Райкин. Однако роли были преимущественно второго плана, отрицательного либо комического характера. На их фоне можно выделить целостный, запоминающийся образ прокурора Берга в четырёхсерийном фильме «Жизнь и смерть Фердинанда Люса».
Умер в Ленинграде 20 июля 1978 года от тромбоэмболии лёгочной артерии. Похоронен в Ленинграде на Большеохтинском кладбище.
Семья:
- первая жена — Адашевская, Марина Константиновна (актриса, дочь актёра Константина Адашевского).
- вторая жена — Панкова, Инна Павловна.
- два сына от второго брака. Один из них — Иван Павлович Панков (21.11.1956 — 16.7.2012), кандидат филологических наук, доцент, заместитель декана по научной работе филологического факультета Санкт-Петербургского государственного университета, профессор кафедры матлингвистики ЛГУ — СПбГУ.

## Творчество

### Театральные работы
- 1966 — «Мещане» М. Горького. Постановка Г. А. Товстоногова — Тетерев
- 1966 — «Океан» А. П. Штейна. Постановка Г. А. Товстоногова — Миничев (ввод)
- 1967 — «Горе от ума» А. С. Грибоедова. Постановка Г. А. Товстоногова — Павел Афанасьевич Фамусов (ввод — после ухода из жизни В. П. Полицеймако)
- 1967 — «Карьера Артуро Уи» Б. Брехта. Постановка Э. Аксера — Догсборо (ввод)
- 1967 — «Традиционный сбор» В. С. Розова. Постановка Г. А. Товстоногова — Копылов
- 1969 — «Король Генрих IV» Шекспира. Постановка Г. А. Товстоногова — архиепископ Йоркский
- 1973 — «Мольер» по пьесе М. А. Булгакова «Кабала святош». Постановка С. Ю. Юрского — Бутон
- 1974 — «Энергичные люди» В. М. Шукшина. Постановка Г. А. Товстоногова — Брюхатый
- 1975 — «История лошади» по рассказу Л. Н. Толстого «Холстомер». Постановка Г. А. Товстоногова — Генерал

### Фильмография
- 1949 — Академик Иван Павлов — студент (нет в титрах)
- 1949 — Александр Попов — ученик Попова (нет в титрах)
- 1953 — Над Неманом рассвет — немецкий офицер
- 1955 — Овод — офицер (нет в титрах)
- 1957 — Балтийская слава — типографский рабочий (нет в титрах)
- 1957 — Его время придёт — министр
- 1957 — Степан Кольчугин — доктор
- 1958 — Отцы и дети — мужик
- 1960 — Разноцветные камешки — культработник
- 1962 — Когда разводят мосты — дядя Илья (в титрах А. Панков)
- 1963 — Всё остаётся людям — Трошкин
- 1963 — Знакомьтесь, Балуев! — Фёдор Фокин
- 1965 — Иду на грозу — директор завода
- 1965 — Первый посетитель — швейцар
- 1965 — Похождения зубного врача — Пётр Чесноков
- 1966 — Начальник Чукотки — полковник Петухов
- 1966 — Чужое имя — Василий Степанович Буткевич, директор автобазы
- 1967 — Операция «Трест» — Путилов
- 1968 — Интервенция — переводчик
- 1968 — Записки сумасшедшего — надзиратель в сумасшедшем доме (нет в титрах)
- 1970 — Волшебная сила — Харитон Мордатенков, сосед
- 1970 — Крушение империи — М. В. Родзянко
- 1970 — Путь к сердцу — Григорий Петрович, больной
- 1973 — За горами, за лесами
- 1973 — Умные вещи — барин
- 1973 — Чёрный принц — Яков Афанасьевич Пузырин
- 1974 — Врача вызывали? — Александр Петрович, привередливый больной
- 1974 — Сергеев ищет Сергеева — Иван Никитич
- 1974—1981 — Агония — Игнатий Порфирьевич Манус, банкир
- 1975 — Меняю собаку на паровоз — Павел Трофимович, машинист
- 1975 — Принимаю на себя — Иван Тимофеевич
- 1975 — Шаг навстречу — Александр Евгеньевич, главврач
- 1976 — Весёлое сновидение, или Смех и слёзы — доктор (в титрах Н. Панков)
- 1976 — Жизнь и смерть Фердинанда Люса — Берг, прокурор
- 1976 — Меня это не касается — Новосёлов, бухгалтер
- 1976 — Моё дело — профессор Лобанов, ректор Технологического института
- 1976 — Киножурнал «Фитиль», № 167, «Свежий глаз»
- 1977 — За пять секунд до катастрофы — Кинг
- 1977 — Собственное мнение — Иван Степанович Басов, директор завода
- 1977 — Киножурнал «Фитиль», № 187, «Разгневанный мошенник»
- 1977 — Киножурнал «Фитиль», № 197, «Дождался»
- 1978 — Двое в новом доме — Михаил Кононов
- 1978 — Комиссия по расследованию — Иван Николаевич Подоба
- 1978 — Однокашники — Павел Петрович Ершов
- 1978 — Особых примет нет — полковник Шевяков (озвучивает Игорь Ефимов)
- 1978 — Расмус-бродяга — Ленсман, начальник полиции

## Озвучивание
- 1961 — Заокеанский репортёр — робот-помощник (нет в титрах)

## Награды и звания
- Заслуженный артист РСФСР (1965)